# Стипанович, Тончи
Тончи Стипанович (хорв. Tonči Stipanović, род. 13 июня 1986 года, Сплит, СР Хорватия, Югославия) — хорватский яхтсмен, выступающий в классе «Лазер». Двукратный серебряный призёр Олимпийских игр (2016 и 2020), призёр чемпионатов мира, многократный чемпион Европы.
В 2010 и 2011 годах стал чемпионом Европы в классе «Лазер». На Олимпийских играх 2012 года занял четвёртое место в классе «Лазер».
В 2013 году вновь выиграл чемпионат Европы, а также стал первым на Средиземноморских играх в Мерсине. На следующий год четвёртый раз стал чемпионом Европы.
На Олимпийских играх 2016 года Стипанович лидировал в классе «Лазер» перед медальной гонкой, но выступил в ней очень неудачно, заняв только девятое место, и пропустил на первое место по общей сумме баллов австралийца Тома Бертона (он стал третьим в медальной гонке). Тем не менее, Стипанович стал первым в истории хорватом, выигравшим олимпийскую медаль в парусном спорте.
В 2020 году стал призёром чемпионата мира в Мельбурне. На Олимпийских играх в Токио Стипанович вновь стал вторым в классе «Лазер», но на этот раз преимущество австралийца Мэттью Уирна было гораздо значительнее.